# Meng Jie
Meng Jie (孟潔S, Mèng JiéP; Shanghai, 28 luglio 1976) è una schermitrice cinese, vincitrice di una medaglia di bronzo ai campionati mondiali di scherma.